# Tom Kenny
Thomas James Kenny (n. 13 iulie 1962, East Syracuse⁠(d), Onondaga County, New York, SUA) este un actor american, artist de voce și comediant. Este cunoscut pentru că a exprimat personajul din seria de televiziuni SpongeBob Pantaloni Pătrați, jocuri video și filme. Kenny a exprimat multe alte personaje, printre care Heffer Wolfe în Viața Modernă a lui Rocko; Regele gheții în timpul aventurii; Naratorul și primarul din The Powerpuff Girls; Carl Chryniszzswics în Johnny Bravo; Câine în CatDog;Pinguinul in mai multe seriale Batman și Spyro din seria de jocuri video Spyro the Dragon. Opera sa live-action include spectacolele de comedie The Edge și Mr. Show. Kenny a câștigat un Day Emmy Award și două Annie Awards pentru munca sa de voce ca SpongeBob Pantaloni Pătrați și Ice King.